# Torre Muñoz (Puigcerdà)
La Torre Muñoz és una obra eclèctica de Puigcerdà (Baixa Cerdanya) inclosa a l'Inventari del Patrimoni Arquitectònic de Catalunya.

## Descripció
Edifici amb soterrani, planta, primer pis i golfes. La coberta és inclinada de pissarra. A la planta baixa i al soterrani hi ha set espais compartimentats, al primer pis hi ha cinc espais i una terrassa al costat sud i a les golfes hi ha tres espais amb sis finestres de mansarda. Les parets exteriors presenten ornamentació geomètrica feta amb fusta.

## Història
Aquesta torre i terrenys han estat adquirits per l'Ajuntament de Puigcerdà. La planta baixa serà utilitzada per esplai per gent gran i la primera planta per equipaments públics i oficina de turisme.